# Christina Noble
Christina Noble OBE (* 23. Dezember 1944 in Dublin) ist eine irische Kinderrechtsaktivistin und Schriftstellerin, die 1991 die Christina Noble Children’s Foundation gründete.

## Leben
Christina Nobles Kindheit in den Dubliner Slums war von Armut geprägt. Nach dem Tod der Mutter Anne gab der alkoholkranke Vater Thomas Byrne die zehnjährige Christina und ihre Geschwister ins Heim. Die Kinder wurden vom Staat getrennt und in verschiedenen Waisenhäusern untergebracht. Allen Kindern wurde gesagt, ihre Geschwister seien tot. Vier Jahre später kehrte Christina nach zahlreichen Fluchtversuchen nach Dublin zurück und lebte obdachlos im Phoenix Park. Nach einer Gruppenvergewaltigung wurde sie schwanger, ihr Sohn wurde gegen ihren Willen zur Adoption freigegeben. Nachdem Christina ihren Bruder in England ausfindig machen konnte, zog sie 1962 mit 18 Jahren nach London, um mit ihm zu leben. In Birmingham heiratete sie und bekam drei Kinder, Helenita, Nicolas und Androula. Während ihrer Ehe war sie häuslichen Misshandlungen ausgesetzt, die Depressionen und einen Nervenzusammenbruch zur Folge hatten.
Von der eigenen traumatischen Lebensgeschichte getrieben, reiste Noble 1989 im Alter von 45 nach Ho-Chi-Minh-Stadt (Saigon), um dort Kindern zu helfen, die ähnliches durchlitten. Sie kümmerte sich um Straßenkinder, die medizinische Versorgung und Schutz vor wirtschaftlicher und sexueller Ausbeutung benötigten. In den folgenden Jahren baute sie die Christina Noble Children’s Foundation (CNCF) auf, eine Kinderhilfsstiftung, die im Laufe der Jahre in Vietnam zu einer wichtigen Anlaufstelle für missbrauchte und verwaiste Kinder wurde. Die Stiftung unterhält medizinische Notstationen, Schulen, Heime für obdachlose Jungen, Kinderbetreuungszentren, Stipendien, Kredite für Kleinbauern, Fußballmannschaften sowie eine Friseurschule und einen Friseursalon. 1997 dehnte Noble die Aktivitäten der CNCF auf die Mongolei aus, wo sie Bildungsprogramme für Gefängnisse, Gesundheitsprojekte, Patenschaftsprogramme für Kinder und Darlehensvergaben einrichtete. Sie wirbt für die Aktionen der Stiftung und informiert in armen Gemeinden. Ihre Lebensgeschichte veröffentlichte sie in zwei autobiografischen Büchern.

## Ehrungen (Auswahl)
- Obwohl sie aus Irland stammt, wurde sie am 25. Februar 2003 für ihr Engagement vom damaligen Prince Charles im Buckingham Palace zum Officer of the Order of the British Empire (OBE) ernannt.[5]
- 2012 Freundschaftsorden von Vietnam
- 2014 wurde sie mit dem Prudential Lifetime Achievement Award als Frau des Jahres ausgezeichnet.[6]
- 2015 erschien das Dokudrama Noble (deutscher Titel: Christina Noble – Die Mutter der Niemandskinder) über das Leben von Christina Noble (mit Sarah Greene in der Rolle der jungen Christina Noble).

## Veröffentlichungen
- Nobody’s Child. Grove, 1994 ISBN 978-0-8021-1551-5
  - deutsche Übersetzung: Niemandskind. Bechtermünz, Augsburg 1999, ISBN 978-3-8289-0240-4
- Mama Tina. John Murray 1998, ISBN 978-0-7195-5635-7
- Bridge Across My Sorrows. John Murray 1994, ISBN 978-0-7195-5361-5